# Geena Davis
Virginia Elizabeth "Geena" Davis, född 21 januari 1956 i Wareham i Plymouth County, Massachusetts, är en amerikansk skådespelare. Davis filmdebuterade i Tootsie (1982) och har sedan medverkat i bland annat Flugan (1986), Beetlejuice (1988), Den tillfällige turisten (1988), Thelma & Louise (1991), Cutthroat Island (1995), Long Kiss Goodnight (1996), Stuart Little (1999) och Marjorie Prime (2017). Hon har även medverkat i tv-serier som Commander in Chief och Grey's Anatomy.

## Biografi
Geena Davis föddes i Wareham, Massachusetts. Hennes mor, Lucille, född Cook, var lärarassistent och hennes far, William F. Davis, var civilingenjör och diakon. Båda föräldrarna var från småstäder i Vermont. Hon har en äldre bror som heter Danforth (ofta kallad Dan).
I tidig ålder blev hon intresserad av musik. Hon lärde sig att spela piano och flöjt och spelade som tonåring orgel tillräckligt bra för att kunna tjänstgöra som organist i den kongregationalistiska kyrkan i Warehem.
Davis gick i Wareham High School (ungefär gymnasium) och var som 17-åring utbytesstudent på ett gymnasium i Sandviken, där hon lärde sig att tala svenska flytande. Hon gick därefter på New England College, och fick en bachelor's degree i drama från Boston University, 1979. Efter studierna arbetade hon som skyltfönstermannekäng för Ann Taylor, för att därefter skriva in sig hos Zoli modeling agency i New York.
Geena Davis vann 1989 en Oscar för bästa kvinnliga biroll i filmen Den tillfällige turisten. Hon blev också 1992 Oscarnominerad för sin huvudroll i Thelma & Louise. 2005–2006 medverkade hon i dramaserien Commander in Chief, där hon spelade huvudrollen som USA:s president. För denna roll belönades hon med en Golden Globe. Serien fick dock inte den framgång som TV-bolaget önskade och lades ner efter bara en säsong.
Davis grundade Geena Davis Institute on Gender in Media 2004 och tillsammans med Trevor Drinkwater skapade hon Bentonville Film Festival 2015.

### Privatliv
Davis var gift med Richard Emmalou 1982–1983, skådespelaren Jeff Goldblum 1987–1990 och den finländske regissören Renny Harlin 1993–1998. Från 2001 till 2017 var hon gift med plastikkirurgen Dr. Reza Jarrahy och de fick tre barn.
Geena Davis är medlem i Mensa.

## Filmografi i urval
- 1982 – Tootsie
- 1984 – Fem i familjen (TV-serie) (2 avsnitt)
- 1985 – Fletch
- 1986 – Flugan
- 1988 – Beetlejuice
- 1988 – Den tillfällige turisten
- 1988 – Kroppskontakt av värsta graden
- 1990 – Snabba pengar
- 1991 – Thelma & Louise
- 1992 – Tjejligan
- 1992 – Slumpens hjälte
- 1994 – På tal om kärlek
- 1995 – Cutthroat Island
- 1996 – Long Kiss Goodnight
- 1999 – Stuart Little
- 2000–2001 – The Geena Davis Show (TV-serie) (huvudroll, 22 avsnitt)
- 2001 – Stuart Little 2
- 2004 – Will & Grace, avsnitt The Accidental Tsuris (gästroll i TV-serie)
- 2005–2006 – Commander in Chief (TV-serie) (huvudroll, 18 avsnitt)
- 2005 – Stuart Little 3: Call of the Wild
- 2009 – Accidents Happen
- 2012 – Coma (TV-serie)
- 2013 – In a World...
- 2014–2015 – Grey's Anatomy (TV-serie)
- 2017 – Marjorie Prime
- 2019 – GLOW (TV-serie)
- 2024 – Blink Twice